# 立石正賀
立石 正賀（たていし まさよし、生没年不詳）は、戦国時代から江戸時代初期にかけての武将。通称は助兵衛。長宗我部氏、後に細川氏の家臣。『長元記』の著者。

## 略歴
立石氏は土佐国幡多郡下ノ加江の立石村・布村を領し、はじめ土佐一条氏に仕え、のち長宗我部氏の家臣となった。
天正8年（1580年）、長宗我部元親の伊予攻撃にあたり、16歳で久武親直の軍に属して参戦し、三滝城主の北之川親安を倒し、同10年の伊予の高森城及び深田城の攻撃では敵の物頭、深田太兵衛を討ち、軍功を立てた。
豊臣武鑑によると千石の領地高を有していたが、関ヶ原の戦いで西軍が敗れた後、横山新兵衛とともに長宗我部盛親の使者となって井伊直政に謝罪した。その後、井伊家家臣の鈴木重好らとともに土佐に赴き、一両具足の抵抗を排して浦戸城の接収に尽力した。
主家改易後は細川氏に仕え、1500石を給せられた。